# Trichoderma sinensis
Trichoderma sinensis är en svampart som beskrevs av Bissett, C.P. Kubicek & Szakacs 2003. Trichoderma sinensis ingår i släktet Trichoderma och familjen Hypocreaceae.   Inga underarter finns listade i Catalogue of Life.